# Symmachia hetaerina
Symmachia hetaerina is een vlindersoort uit de familie van de prachtvlinders (Riodinidae), onderfamilie Riodininae.
Symmachia hetaerina werd in 1867 beschreven door Hewitson.